# Danaea nodosa
Danaea nodosa är en kärlväxtart som först beskrevs av Carl von Linné, och fick sitt nu gällande namn av James Edward Smith. Danaea nodosa ingår i släktet Danaea, och familjen Marattiaceae. Inga underarter finns listade i Catalogue of Life.